# Euastacus diversus
Euastacus diversus é uma espécie de crustáceo da família Parastacidae.
É endémica da Austrália.